# PICO-8
PICO-8 — виртуальная машина и игровой движок, созданный Lexaloffle Games. Это виртуальное устройство класса «fantasy video game console», которое имитирует ограниченные графические и звуковые возможности 8-битных систем 1980-х годов. Целью этого является поощрение творчества и изобретательности в создании игр, не перегруженных многочисленными возможностями современных инструментов и машин. Такой дизайн также позволяет играм PICO-8 иметь ретроспективный внешний вид.
Программирование на PICO-8 осуществляется через среду на основе Lua, в которой пользователи могут создавать музыку, звуковые эффекты, спрайты, карты и игры.
Пользователи могут экспортировать свои игры как веб-игры HTML5 или загружать свои творения на официальную BBS Lexaloffle, где другие пользователи могут играть в игры в веб-браузере и просматривать исходный код. Игры PICO-8 также можно экспортировать в виде исполняемых программ, которые будут работать в Windows, macOS или Linux.
Известные игры, выпущенные для системы, включают оригинальную версию Celeste, которая была создана за четыре дня в рамках Game Jam.